# Polyommatus
Polyommatus é um gênero de borboletas que, de acordo com Vladimir Nabokov, autor do clássico Lolita, e posteriormente corroborado por outros estudos mais objetivos, chegou aos Andes vindo da Ásia em uma série de movimentos migratórios.

## Espécies
- P. abdon (Forster, 1956)
- P. achaemenes (Skala, 2002)
- P. actinides (Staudinger, 1886)
- P. actis (Herrich-Schäffer, 1851)
- P. admetus (Esper, 1785)
- P. aedon (Christoph, 1887)
- P. afghanicus (Forster, 1973)
- P. afghanistana (Forster, 1972)
- P. ainsae (Forster, 1961)
- P. ahmadi (Carbonell, 2001)
- P. albicans (Herrich-Schäffer, 1851)
- P. alcestis (Zerny, 1932)
- P. aloisi (Bálint, 1988)
- P. altivagans (Forster, 1956)
- P. amandus (Schneider, 1792)
- P. amor (Lang, 1884)
- P. annamaria (Tutt, 1909)
- P. anthea (Grum-Grshimailo, 1890)
- P. anticarmon (Koçak, 1983)
- P. antidolus (Rebel, 1901)
- P. apennina (Zeller, 1847)
- P. arasbarani (Carbonell et Naderi, 2000)
- P. ardschira (Brandt, 1938)
- P. ariana (Tutt, 1909)
- P. aroaniensis (Brown, 1976)
- P. artvinensis (Carbonell, 1997)
- P. aserbeidschanus (Forster, 1956)
- P. atlantica (Elwes, 1905)
- P. attalaensis (Carbonell et al., 2004)
- P. avinovi (Shchetkin, 1980)
- P. baltazardi (de Lesse, 1963)
- P. barmifiruze (Carbonell, 2000)
- P. baytopi (de Lesse, 1959)
- P. bellargus (Rottemburg, 1775) : "Adonis Blue".
- P. bellis (Freyer, 1845)
- P. bilgini (Dantchenko et Lukhtanov, 2002)
- P. bilucha (Moore, 1884)
- P. birunii (Eckweiler et ten Hagen, 2001)
- P. biton (Sulzer, 1776)
- P. bogra Tshikolovets, 1992.
- P. boisduvalii (Herrich-Schäffer, 1844)
- P. bollandi (Dumont, 1998)
- P. buzulmavi (Carbonell, 1992)
- P. caelestissima (Verity, 1921)
- P. caeruleus (Staudinger, 1871)
- P. carmon (Herrich-Schäffer, 1851)
- P. carmonides (de Lesse, 1960)
- P. chitralensis (Oberthür, 1910)
- P. cilicius (Carbonell, 1998)
- P. ciloicus (Tutt, 1909)
- P. coelestina (Eversmann, 1843)
- P. coridon (Poda, 1761) : "chalkhill Blue".
- P. cornelia (Gerhard, 1851)
- P. corona (Verity, 1936)
- P. corydonius (Herrich-Schäffer, 1852)
- P. csomai (Forster, 1938)
- P. cyane (Eversmann, 1837)
- P. cyaneus (Staudinger, 1899)
- P. dagestanicus (Forster, 1960)
- P. dagmara (Grum-Grshimailo, 1888)
- P. dama (Staudinger, 1891)
- P. damocles (Herrich-Schäffer, 1844)
- P. damon (Denis et Schiffermüller, 1775)
- P. damone (Eversmann, 1841)
- P. damonides (Staudinger, 1899)
- P. dantchenkoi (Lukhtanov & Wiemers, 2003)
- P. daphnis (Denis et Schiffermüller, 1775)
- P. daphnis (Eckweiler & ten Hagen, 1998)
- P. deebi (Larsen, 1974)
- P. demavendi (Pfeiffer, 1938)
- P. dezinus (de Freina et Witt, 1983)
- P. diana (Miller, 1912)
- P. dizinensis (Schurian, 1982)
- P. dolus (Hübner, 1823)
- P. dorylas (Denis et Schiffermüller, 1775)
- P. dux (Tutt, 1909)
- P. ectabanensis (de Lesse, 1963)
- P. elbursicus (Forster, 1956)
- P. elena
- P. ellisoni (Pfeiffer, 1931)
- P. elvira (Eversmann, 1854)
- P. erigone (Grum-Grshimailo, 1890)
- P. eriwanensis (Forster, 1960)
- P. ernesti (Eckweiler, 1989)
- P. eroides (Frivaldszky, 1835)
- P. eros (Ochsenheimer, 1808)
- P. erotides (Kurentzov, 1970)
- P. erotulus (Lang, 1884)
- P. erschoffi (Lederer, 1869)
- P. escheri (Hübner, 1823)
- P. esfahensis (Carbonell, 2000)
- P. eurypilus (Freyer, 1852)
- P. evansi (Forster, 1956)
- P. everesti (Grum-Grshimailo, 1890)
- P. exuberans (Verity, 1926)
- P. fabiani (Staudinger, 1899)
- P. fabressei (Oberthür, 1910)
- P. fatima (Eckweiler et Schurian, 1980)
- P. femininoides (Eckweiler, 1987)
- P. firdussii (Forster, 1956)
- P. forresti (Kurentzov, 1970)
- P. forsteri (Pfeiffer, 1938)
- P. fraterluci (Grum-Grshimailo, 1890)
- P. frauvartianae (Lederer, 1870)
- P. fulgens (Sagarra, 1925)
- P. galloi (Oberthür, 1910)
- P. glaucias (Lederer, 1870)
- P. golgus (Hübner, 1813)
- P. gorbunovi (Eckweiler, 1989)
- P. guezelmavi (Olivier, Puplesiene, van der Poorten, de Prins & Wiemers, 1999)
- P. haigi (Dantchenko et Lukhtanov, 2002)
- P. hamadanensis (de Lesse, 1959)
- P. hispana (Herrich-Schäffer, 1852)
- P. hopfferi (Herrich-Schäffer, 1851)
- P. huberti (Carbonell, 1993)
- P. humedasae (Toso et Balletto, 1976)
- P. hunza (Grum-Grshimailo, 1890)
- P. icadius (Grum-Grshimailo, 1890)
- P. icarus (Rottemburg, 1775) "Common Blue".
- P. igisizilim (Dantchenko, 2000)
- P. interjectus (De Lesse, 1960)
- P. iphicarmon (Courvoisier, 1913)
- P. iphidamon (Staudinger, 1899)
- P. iphigenia (Herrich-Schäffer, 1847)
- P. iphigenides (Staudinger, 1886)
- P. iranicus (Forster, 1938)
- P. isauricoides (Gerhard, 1851)
- P. ischkaschimicus (de Lesse, 1957)
- P. juldusa (Staudinger, 1886)
- P. juno (Grum-Grshimailo, 1891)
- P. kamtshadalis (Sheljuzhko, 1933)
- P. kanduli (Dantchenko et Lukhtanov, 2002)
- P. karindus (Riley, 1921)
- P. kashgharensis (Grum-Grshimailo, 1891)
- P. kendevani (Forster, 1956)
- P. khorasanensis (Carbonell, 2001)
- P. khoshyeilagi (Blom, 1979)
- P. klausschuriani (ten Hagen, 1999)
- P. kurdistanicus (Forster, 1961)
- P. lanka
- P. larseni (Carbonell, 1994)
- P. lorestanus (Eckweiler, 1997)
- P. lycius (Carbonell, 1996)
- P. magnifica (Grum-Grshimailo, 1885)
- P. marcida (Lederer, 1870)
- P. melamarina (Dantchenko, 2000)
- P. melanius (Staudinger, 1886)
- P. menalcas (Freyer, 1837)
- P. menelaos (Kurentzov, 1970)
- P. meoticus (Ochsenheimer, 1808)
- P. merhaba (de Prins, van der Poorten, Borie, Oorschot, Riemis & Coenen, 1991)
- P. miris (Staudinger, 1881)
- P. mithridates (Toso et Balletto, 1976)
- P. mofidi (de Lesse, 1963)
- P. molleti (Carbonell, 1994)
- P. morgani (Le Cerf, 1909)
- P. muetingi (Bálint, 1992)
- P. myrrha (Herrich-Schäffer, 1852)
- P. nadira (Moore, 1884)
- P. nekrutenkoi (Dantchenko et al., 2004)
- P. nephohiptamenos (Brown et Coutsis, 1978)
- P. ninae (Forster, 1956)
- P. nivescens (Hübner, 1813)
- P. nufrellensis (Schurian, 1977)
- P. nuksani (Forster, 1937)
- P. olympicus (Lederer, 1852)
- P. ossmar (Gerhard, 1853)
- P. paulae (Wiemers & De Prins, 2004)
- P. peilei (Le Cerf, 1909)
- P. pfeifferi (Brandt, 1938)
- P. phillipi (Lederer, 1852)
- P. phyllides (Staudinger, 1886)
- P. phyllis (Christoph, 1877)
- P. pierceae (Lukhtanov et Dantchenko, 2002)
- P. pierinoi (Grum-Grshimailo, 1890)
- P. polonus (Schurian et Hofmann, 1983)
- P. poseidon (Herrich-Schäffer, [1851])
- P. poseidonides (Staudinger, 1886)
- P. posthumus (Christoph, 1877)
- P. pseudactis (Forster, 1960)
- P. pseuderos (Kurentzov, 1970)
- P. pseudoxerxes (Forster, 1956)
- P. psylorita (Freyer, 1845)
- P. pulchella (Bernard, 1951)
- P. punctifera (Oberthür, 1876)
- P. putnami (Dantchenko et Lukhtanov, 2002)
- P. ripartii (Freyer, 1830)
- P. rjabovi (Forster, 1960)
- P. rovshani (Christoph, 1877)
- P. schuriani (Rose, 1978)
- P. semiargus (Rottemburg, 1775) : "Mazarine Blue".
- P. sennanensis (de Lesse, 1959)
- P. sertavulensis (Koçak, 1979)
- P. shahrami (Skala, 2001)
- P. shamil (Dantchenko, 2000)
- P. sheikh (Dantchenko, 2000)
- P. sigberti (Olivier, Poorten, Puplesiene & de Prins, 2000)
- P. singalensis
- P. stigmatifera (Ochsenheimer, 1808)
- P. stoliczkanus (Felder et Felder, 1865)
- P. surakovi (Koçak, 1996)
- P. sutleja (Moore, 1882)
- P. syriaca (Tutt, 1914)
- P. tankeri (de Lesse, 1960)
- P. tenhageni
- P. theresiae (Schurian & van Oorschot & van den Brink, 1992)
- P. thersites (Cantener, 1834)
- P. transcaspicus (Staudinger, 1899)
- P. tshetverikovi (Ochsenheimer, 1808)
- P. tsvetaevi (Forster, 1961)
- P. turcicolus (Koçak, 1977)
- P. turcicus (Koçak, 1977)
- P. valiabadi (Rose et Schurian, 1977)
- P. vanensis (de Lesse, 1957)
- P. venus (Staudinger, 1886)
- P. vittatus (Oberthür, 1892)
- P. wagneri (Forster, 1956)
- P. xerxes (Forster, 1956)
- P. yurinekrutenko (Koçak, 1996)
- P. zamotajlovi (Shchurov et Lukhtanov, 2001)
- P. zapvadi (Carbonell, 1993)
- P. zarathustra (Eckweiler, 1997)
- P. zardensis (Schurian et ten Hagen, 2001)